# D 9
D 9 war ein Torpedodivisionsboot der Kaiserlichen Marine, das als Führerboot von Torpedobooten diente.

## Torpedodivisionsboote
Die als Divisionsboote bezeichneten Führerboote von Torpedobootsflottillen der Kaiserlichen Marine stellten größen- wie bewaffnungsmäßig einen Vorläufer der späteren Zerstörer dar. Entsprechend der damaligen deutschen Einsatzdoktrin dienten sie jedoch nicht primär der Abwehr angreifender Torpedoboote, sondern sie sollten die eigenen Torpedoboote bei Angriffen gegen feindliche Kräfte anführen und mit ihrer verstärkten Bewaffnung unterstützen.
Eine Torpedoboots-Division bestand im Regelfall Ende des 19. Jahrhunderts aus einem Divisionsboot und acht Torpedobooten. Statt der üblichen Benennung aus dem Anfangsbuchstaben der Bauwerft und einer fortlaufenden Nummer, wie bei den normalen Torpedobooten, wurde bei den Divisionsbooten der Nummer ein „D“ für Divisionsboot vorangestellt.

## Geschichte

### Bau und Indienststellung
Das Boot wurde im Etatjahr 1893 vom Reichsmarineamt als Einzelschiff bei der Elbinger Schichauwerft bestellt. Gegenüber den Vorgängerbauten D 7 und D 8 wurde hauptsächlich eine Steigerung der Seefähigkeit sowie die Erhöhung der Geschwindigkeit mit den seinerzeit gleichfalls georderten Booten der Serie S 74 bis S 81 gefordert. Beides war notwendig, um mit diesen größeren und schnelleren Booten Schritt halten zu können.
In mancher Hinsicht wurden bei der Konstruktion – auch international – neue Wege beschritten: Es blieb zwar aufgrund der selbst auferlegten Zwänge bei einer Ein-Wellen-Anlage des Maschinenantriebs, jedoch wurde überhaupt erstmals im Torpedobootsbau statt der seit jeher üblichen Walback (Turtle-Design) eine durchgehende Balkenbucht mit erhöhtem Vorschiff verbaut – ein Umstand, welcher zusammen mit dem erhöhten Vorschiff die Seefähigkeit des Bootes wesentlich steigern und letztlich Vorbild für alle anderen derartigen Fahrzeuge weltweit werden sollte. Daher begründet sich auch der marineintern verwendete Spitzname „Sturmvogel“, weil es bei sehr schwerer See durchgehend hohe Fahrstufen laufen konnte.

## Einsätze
Nach der Indienststellung am 29. Dezember 1894 gehörte D 9 als Führerboot zu diversen Torpedobootsflottillen. Mit dem Zulauf der großen Boote ab S 90 rückte es ins zweite Glied und wurde 1907 zum Flottillenführer für die zu Minensuchbooten umgebauten älteren Torpedoboote der 1890er Jahre. Kommandant war unter anderem in den Jahren 1904/05 der spätere Admiral Hermann Bauer. Im Jahre 1910 fand eine Generalinstandsetzung statt, wobei die alten Kessel gegen drei moderne Marine-Wasserrohrkessel getauscht wurden. Gleichfalls änderte sich die Silhouette des Bootes, da statt des bisherigen Schornsteins nunmehr zwei hintereinander stehende Rauchabzüge das Aussehen dominierten.
Mit Kriegsbeginn 1914 wurde D 9 hauptsächlich im Küstenschutz in der Nordsee eingesetzt und gehörte anfangs zur Küstenschutzdivision der Ems mit Stützpunkt Emden. Das Boot wurde später der Vorpostenflottille der Ems zugeteilt, wobei das Boot weiterhin als Führerboot eingesetzt wurde. Die Hauptaufgaben bestanden im Vorpostendienst sowie dem Einholen und Geleiten von U-Booten. Gegen Kriegsende 1918 diente D 9 als Tender der U-Bootsschule. Das mittlerweile 25 Jahre alte Boot wurde 1919 noch mal als Führerboot von Minensuchverbänden eingesetzt, bevor es am 7. Dezember 1920 endgültig aus der Liste der Kriegsschiffe der nunmehrigen Vorläufigen Reichsmarine gestrichen wurde. Anschließend wurde D 9 verkauft und 1921 in Hamburg abgewrackt.